# دهستان جرقویه علیا
دهستان جرقویه علیا، یکی از دهستان‌های بخش جرقویه علیا شهرستان جرقویه در استان اصفهان ایران است.

## جمعیت
براساس سرشماری عمومی نفوس و مسکن در سال ۱۳۹۵، جمعیت دهستان جرقویه علیا برابر با ۵،۲۹۶ نفر بوده‌است.